# Siphonophora nodulosa
Siphonophora nodulosa är en mångfotingart som beskrevs av Karl Wilhelm Verhoeff 1924. Siphonophora nodulosa ingår i släktet Siphonophora och familjen Siphonophoridae. Inga underarter finns listade i Catalogue of Life.